# Noah Schnapp
Pour les articles homonymes, voir Schnapp.
Noah Schnapp (/ˈnoʊə ʃnæp/) est un acteur canado-américain né le 3 octobre 2004 à New York, dans l'État de New York.
Après une apparition dans le film Le Pont des espions (2015) de Steven Spielberg, il se fait principalement connaître pour le rôle de l'adolescent Will Byers dans la série télévisée Stranger Things.

## Biographie

### Jeunesse et formation
Noah Schnapp, de son nom de naissance Noah Cameron Schnapp, naît le 3 octobre 2004 à New York, dans l'État de New York, aux États-Unis. À l'âge de 2 ans, il déménage à Scarsdale, une ville du comté de Westchester, dans l'état de New York, où il grandit ensuite.
Les parents de Noah sont nés au Canada et sont canadiens, . Ses parents sont tous les deux diplômés de l'Université McGill, à Montréal. Sa mère, Karine Schnapp (née Perez), d'origine juive marocaine, est spécialisée dans la mode. Son père, Mitchell Schnapp, d'origine juive ashkénaze russe, est gestionnaire de fonds spéculatifs. Noah Schnapp est juif. Sa famille est d'origine de Montréal, dans la province canadienne du Québec.
Son intérêt pour le métier d'acteur commence à l'âge de 6 ans, lorsque ses parents l'inscrivent dans une classe de théâtre (acting class) pendant 2 années.
En décembre 2021, Noah est accepté à la Wharton School, l'école de commerce de l'Université de la Pennsylvanie , où il étudie en entrepreneuriat et innovation.

### Carrière

#### Débuts
Après son inscription à l'agence de talents MKS&D, Noah Schnapp fait des auditions plusieurs fois par semaine, pendant une année, généralement sans obtenir de rôles[réf. nécessaire]. À l'âge de 9 ans, en 2014, Noah Schnapp commence sa carrière d'acteur en rejoignant la distribution du film d'espionnage Le Pont des espions (2015). Réalisé par Steven Spielberg, il interprète le rôle du fils de James B. Donovan, interprété par Tom Hanks. Il crédite Tom Hanks comme lui ayant appris « les bases » en tant qu'acteur.
En 2014 également, Schnapp est annoncé dans la distribution du film Snoopy et Les Peanuts (2015), où il double la voix du jeune Charlie Brown. Réalisé par Steve Martino, le film sort un mois après Le Pont des espions. À la suite de son interprétation dans Snoopy et Les Peanuts, il est classé, par le magazine américain Variety, dans les « célébrités montantes de moins de 21 ans à surveiller ». Toujours en 2014, Noah Schnapp tourne dans le film indépendant We Only Know So Much de Donal Lardner Ward, adapté du roman du même nom de l'écrivaine Elizabeth Crane. Il interprète Otis Coperland, un accro des mots croisés qui tombe amoureux d'une jeune fille.

#### Percée en 2016 grâce àStranger Things
En 2015, Noah Schnapp auditionne pour un rôle dans une série télévisée — anciennement intitulée Montauk (désormais Stranger Things). Il auditionne pour le rôle de Michael « Mike » Wheeler, qui est plus tard interprété par l'acteur canadien Finn Wolfhard. Matt et Ross Duffer, les créateurs de la série, le contactent pour lui annoncer qu'il a décroché le rôle de William « Will » Byers. Le 20 août 2015, Deadline Hollywood annonce Noah dans le casting de Stranger Things. Initialement, Schnapp voulait employer le nom « Noah Cameron » après avoir commencé Stranger Things, afin d'avoir un nom de scène, ce qui « sonne mieux », mais il ne l'a jamais fait. Son personnage, récurrent dans la première saison qui sort en 2016, est promu personnage principal lors de la deuxième saison.
En 2017, Noah Schnapp crée une chaîne YouTube sous le nom « SchnappTube ». En juillet 2021, la chaîne est sous son nom (Noah Schnapp) et compte 20 vidéos. Sur la plateforme, il y publie des défis, des vlogs, et des vidéos avec d'autres personnalités connues.
Jusqu'en janvier 2018, Schnapp est représenté par l'agence The Innovative Agency. Le 29 janvier, il signe avec l'agence artistique CAA, Creative Artists Agency. Plus tard en 2018, il apparaît dans le film Abe, jouant le rôle principal d'un jeune garçon nommé Abraham, ou surnommé Abe, qui est « un garçon de 12 ans qui a une passion pour la cuisine [mais] qui n'a jamais vécu un dîner de famille sans arguments ». Justin Lowe, du The Hollywood Reporter note que Schnapp « offre une performance attrayante » et Peter Debruge de Variety mentionne qu'il « apporte de la qualité ».
Schnapp crée un compte sur l'application TikTok en 2019 et y publie une première vidéo en novembre. Pour gagner des abonnés, il demande sur Instagram de s'abonner à son TikTok, et obtient ainsi quelques millions d'abonnés. Outre sa notoriété liée à son rôle dans Stranger Things, Schnapp se fait aussi reconnaître pour ses vidéos sur TikTok.
En 2020, il est à l'affiche du film Waiting for Anya, réalisé par Ben Cookson et adapté d'un roman de Michael Morpurgo. L'acteur y tient le rôle d'un jeune berger français, Jo, aidant de jeunes enfants juifs à traverser la frontière espagnole pendant la Seconde Guerre mondiale. Il se dit enthousiasmé par le caractère juif du personnage et par l'idée de tourner en France.
En octobre 2021, Noah Schnapp annonce qu'il a créé une marque nommée « TBH » (To be honest) de pâte à tartiner aux noisettes, sans huile de palme.

### Vie privée
Le 5 janvier 2023, il annonce son coming out gay sur la plateforme TikTok dans une courte vidéo. Faisant ensuite référence au personnage gay qu'il incarne dans Stranger Things, il ajoute que « je suppose que je suis plus similaire à Will que je ne le pensais ».
En 2023 à la suite des nouveaux événements dans le conflit israélo-palestinien, il affiche publiquement son soutien pour l'Etat d’Israël avec une publication d'un message sur Instagram. Au mois de novembre, une polémique nait après la publication d'une vidéo montrant Noah Schnapp et des amies rire du conflit israélo-palestinien et dire « le Hamas c'est Daech » et « Le sionisme est sexy »,.

## Dans les médias
En 2015, avant d'être reconnu pour son interprétation de Will Byers dans Stranger Things, Noah Schnapp est inclus par Variety dans le rapport sur l'impact des jeunes à Hollywood (« young Hollywood Impact Report ») dans les « célébrités montantes de moins de 21 ans à surveiller ». Avec ses co-stars de Stranger Things, il est répertorié en 2017, mais aussi seul l'année suivante.
Il paraît à plusieurs reprises dans la liste des acteurs les plus populaires sur les médias sociaux établie par Kevin Rutherford de The Hollywood Reporter. Dans le même magazine, il apparaît aussi dans les Social Climbers Charts, dans la section des meilleurs acteurs. Il est classé septième le 9 octobre 2019, et atteint la deuxième place le 16 octobre. En célébrant le quatrième anniversaire de Stranger Things avec Millie Bobby Brown, il re-rentre dans le top en neuvième place le 31 juillet 2020.

## Filmographie

### Cinéma

#### Longs métrages
- 2015 : Le Pont des espions (Bridge of Spies) de Steven Spielberg : Roger Donovan
- 2018 : We Only Know So Much de Donal Lardner Ward : Otis Copeland
- 2018 : Halloween Island de Sean O'Reilly (en) : Kai
- 2018 : Wolves In The Walls de Pete Billington
- 2018 : Intensive Care de David M. Evans :  T.J. Swift
- 2018 : Abe de Fernando Grostein Andrade (pt) :  Abe
- 2020 : Anya (Waiting for Anya) de Ben Cookson : Jo
- 2020 : Hubie Halloween de Steven Brill : Tommy
- 2023 : The Tutor de Jordan Ross : Jackson

#### Court métrage
- 2016 : The Circle de Sheldon Schwartz :  Lucas

### Télévision
- depuis 2016 : Stranger Things :  William « Will » Byers (récurrent saison 1, principal saisons 2 à 4)
- 2017 : Liza On Demand : Evan M. / Trevor (saison 1, épisode 1 et saison 2, épisode 9)

### Doublage
- 2015 : Snoopy et les Peanuts, le film de Steve Martino : Charlie Brown

### Clip vidéo
- 2016 : LA Devotee (en) de Panic! at the Disco
- 2018 : In My Feelings de Drake (avec Millie Bobby Brown)[37]
- 2020 : See You de Johnny Orlando

## Distinctions
Sauf indication contraire, les informations mentionnées dans cette section peuvent être confirmées par la base de données cinématographiques IMDb,  présente dans la section « Liens externes ».

### Récompenses
- Young Entertainer Awards 2016 : Meilleure distribution de doublage pour Snoopy et les Peanuts, le film (2015) partagée avec Rebecca Bloom, Anastasia Bredikhina, Alexander Garfin, Hadley Belle Miller et Mariel Sheets[38].
- Young Entertainer Awards 2017 : meilleure distribution jeune pour une série télévisée pour Stranger Things (2016-) partagée avec Millie Bobby Brown, Natalia Dyer, Gaten Matarazzo, Caleb McLaughlin et Finn Wolfhard[39].
- Screen Actors Guild Awards 2017 : meilleure distribution pour une série télévisée dramatique pour Stranger Things (2016-)[40] partagée avec Millie Bobby Brown, Cara Buono, Joe Chrest, Natalia Dyer, David Harbour, Charlie Heaton, Joe Keery, Gaten Matarazzo, Caleb McLaughlin, Matthew Modine, Rob Morgan, John Reynolds, Winona Ryder, Mark Steger et Finn Wolfhard[41].
- MTV Movie & TV Awards 2018 : performance la plus effrayante pour Stranger Things (2016-)[41].
- Teen Choice Awards 2019 : Meilleur acteur de l'été pour Stranger Things (2016-)[42].

### Nominations
- Screen Actors Guild Awards 2018 : meilleure distribution pour une série télévisée dramatique pour Stranger Things (2016-)[43] partagée avec Sean Astin, Millie Bobby Brown, Cara Buono, Joe Chrest, Catherine Curtin, Natalia Dyer, David Harbour, Charlie Heaton, Joe Keery, Gaten Matarazzo, Caleb McLaughlin, Dacre Montgomery, Paul Reiser, Winona Ryder, Sadie Sink et Finn Wolfhard.
- MTV Movie & TV Awards 2018 : Meilleure équipe à l'écran pour Stranger Things (2016-) partagée avec Gaten Matarazzo, Finn Wolfhard, Caleb McLaughlin et Sadie Sink[41].
- Gold Derby Awards 2018[44] :
  - meilleur acteur dans un second rôle dans une série télévisée dramatique pour Stranger Things (2016-).
  - meilleure révélation de l'année.
- Shorty Awards 2020 : Best breakout Youtuber[Traduire passage][45]
- Screen Actors Guild Awards 2020 : meilleure distribution pour une série télévisée dramatique pour Stranger Things (2016-) partagée par Millie Bobby Brown, Cara Buono, Jake Busey, Natalia Dyer, Cary Elwes, Priah Ferguson, Brett Gelman, David Harbour, Maya Hawke, Charlie Heaton, Andrey Ivchenko, Joe Keery, Gaten Matarazzo, Caleb McLaughlin, Dacre Montgomery, Michael Park, Francesca Reale, Winona Ryder, Sadie Sink et Finn Wolfhard.